# Caselle in Pittari
Caselle in Pittari är en ort och kommun i provinsen Salerno i regionen Kampanien i Italien. Kommunen hade 1 946 invånare (2017).